# Ной-Бартельсхаген
Ной-Бартельсхаген (нем. Neu Bartelshagen) — община в Германии, в земле Мекленбург-Передняя Померания.
Входит в состав района Северная Передняя Померания. Подчиняется управлению Нипарс.  Население составляет 353 человека (на 31 декабря 2010 года). Занимает площадь 17,36 км².